# روز پیش از انقلاب
روز پیش از انقلاب یک داستان کوتاه علمی تخیلی از نویسنده آمریکایی اورسولا لو گویین است. این داستان نخستین بار در ماه اوت ۱۹۷۴ در مجله علمی تخیلی کهکشان منتشر شد. پس از آن در سال ۱۹۷۵ به عنوان بخشی از مجموعهٔ دوازده ربع باد اثر لو گویین و در چندین مجموعه داستان بعدی نیز منتشر شده است. این داستان در دنیای تخیلی هاینیش ساختهٔ لو گویین می‌گذرد و پیوندهای محکمی با رمان خلع‌شدگان او (همچنین منتشر شده در سال ۱۹۷۴) دارد و علیرغم آن‌که دیرتر از رمان منتشر شده، گاهی به عنوان پیش درآمدی برای این رمان ذکر می‌شود.